# تشيس شيرمان
تشيس شيرمان (بالإنجليزية: Chase Sherman)‏ هو فنان قتال مختلط أمريكي، ولد في 16 نوفمبر 1989 في دلبرفيل في الولايات المتحدة.

## وصلات خارجية
- تشيس شيرمان على موقع بوكس ريك (الإنجليزية) (registration required)
- تشيس شيرمان على موقع يو إف سي (الإنجليزية)
- تشيس شيرمان على موقع شيردوغ (الإنجليزية)
- تشيس شيرمان على موقع Tapology.com (الإنجليزية)
- تشيس شيرمان على موقع IMDb (الإنجليزية)
- تشيس شيرمان على موقع قاعدة بيانات الفيلم (الإنجليزية)